# Konradowo (Wschowa)

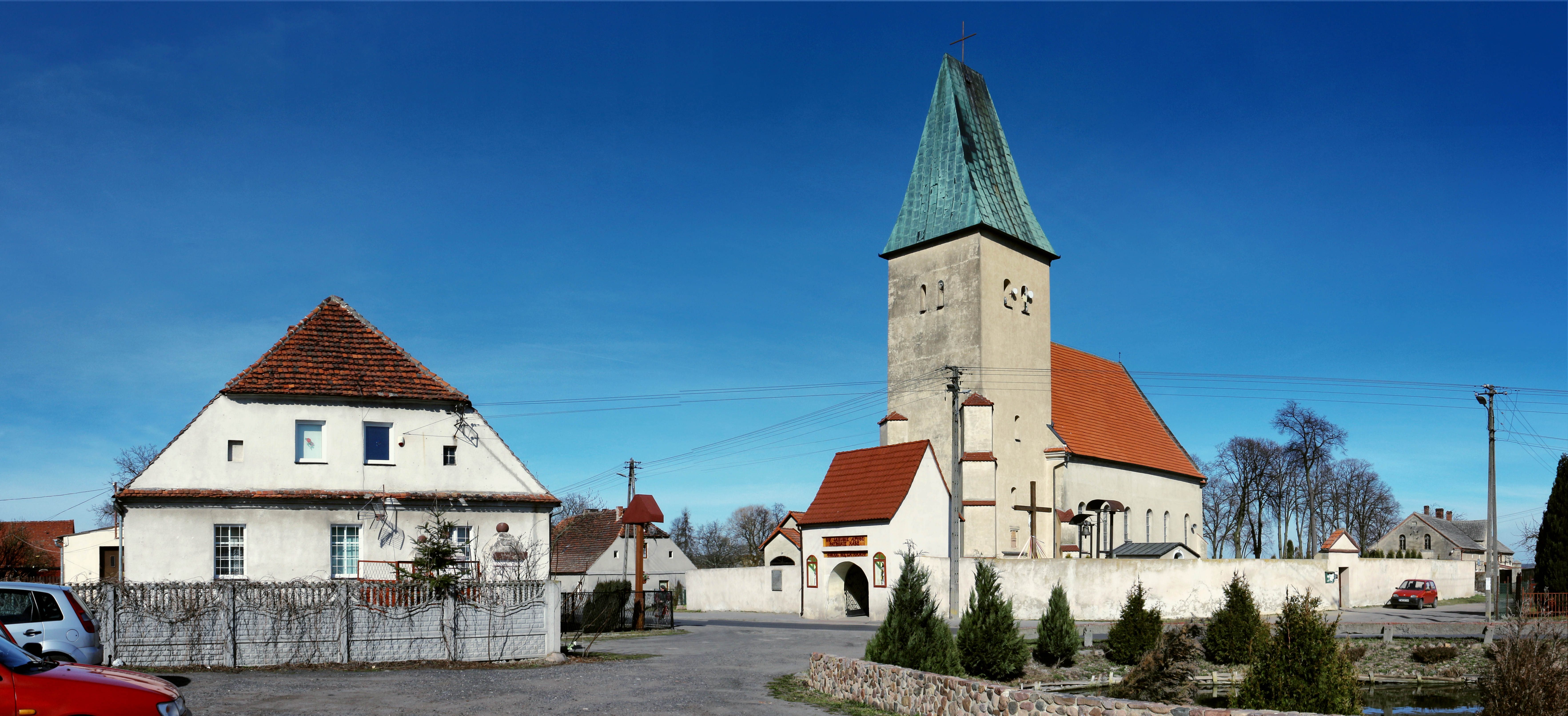
Konradowo

Konradowo (deutsch Kursdorf) ist ein Dorf in der Wojewodschaft Lebus im Powiat Wschowski in der Gemeinde Wschowa. Der Ort liegt drei Kilometer südwestlich von Wschowa, 57 Kilometer östlich von Zielona Góra und hat 728 Einwohner. Sehenswert in Konradowo sind die Dorfkirche und der Palast.

## Geschichte
Im Liber fundationis episcopatus Vratislaviensis wurde Konradowo als Conradi villa erwähnt.